# Podlasie Tour
Il Podlasie Tour era una corsa in linea maschile di ciclismo su strada che si disputava nella regione della Podlachia, fra Polonia e Bielorussia. Creata nel 2015 come gara di classe 2.2, si disputò esclusivamente in quell'edizione.

## Albo d'oro
Aggiornato all'edizione 2015.
| Anno | Vincitore        | Secondo         | Terzo          |
| ---- | ---------------- | --------------- | -------------- |
| 2015 | Andrij Vasyljoek | Kamil Zieliński | Matvey Nikitin |